# 세븐 싸인
《세븐 싸인》(영어: The Seventh Sign)은 미국에서 제작된 칼 슐츠 감독의 1988년 종말물 공포 드라마 영화이다. 더미 무어 등이 출연하였고, 테드 필드 등이 제작에 참여하였다.
신약 성경 마지막 장인 요한의 묵시록에 나오는 일곱 인의 심판을 소재로 삼았다.

## 줄거리
아이티의 해양 생물 떼죽음, 중동에 찾아온 한파, 니카라과 내전 등 전 세계 곳곳에서 성경 속 묵시를 연상시키는 재앙이 벌어지고, 그 현장마다 한 유랑객이 봉인돼있던 종이의 인을 깨 종이를 펼쳐놓고 사라진다. 이에 바티칸에서는 루치 신부에게 조사를 명한다. 한편 캘리포니아주에 사는 임산부 애비의 남편 러셀은 신의 명령에 따라 근친상간을 저지른 부모를 살해했다고 주장하는 다운 증후군 환자 지미의 담당 변호사이다. 지미는 사형 선고를 받는다.
애비와 러셀은 부수입을 얻으려고 데이비드 배넌이란 남자에게 방을 세놓게 된다. 데이비드는 부부에게 유대교 신화에 나오는 구프(גּוּף) 얘기를 들려준다. 구프는 일곱 천국에 위치한 영혼의 보고로, 마지막 영혼이 지상에 떨어져 구프가 완전히 비어 버리면 메시아가 나타나고 세상에 끝이 찾아오게 된다.
이후 애비는 한 로마 군인이 하숙인 데이비드를 꼭 닮은 남자를 채찍질한 뒤 애비 자신에게 "그를 위해 죽겠느냐?"고 질책하는 악몽을 꾼다. 묵시의 징후에 대해 알게 된 애비는 데이비드의 수상한 행동을 의심한다. 애비는 데이비드의 소지품을 뒤지다가 고대 기록을 발견하고 데이비드가 자신의 아기를 해칠 생각이라고 짐작한다. 애비가 데이비드를 추궁하자 데이비드는 곧 신의 은총이 바닥나 새로 태어나는 아기들에게 부여될 영혼이 없다고 말하고, 자신은 신의 말씀을 전달하는 자이며 지상에서 일어나는 일을 목격하고 있을 뿐이라고 설명한다.
겁에 질린 애비는 데이비드를 칼로 찌르지만 데이비드는 "또 죽는 건 불가능하다"고 말하고, 상처에서는 피 대신 빛이 나온다. 데이비드는 예수의 재림이며 애비가 꾼 악몽은 예수의 십자가형 당시의 일로, 애비는 예수에게 물을 주려했으나 폰티우스 필라투스의 수위이며 예수를 채찍질하던 카르타필루스에게 저지를 당했던 세라피아의 환생이었다.
묵시의 징후가 계속되어 심한 폭풍우가 치고, 애비는 율법을 공부하는 학생 아비의 도움으로 현 상황에 대해 더 많은 것을 이해하게 된다. 애비는 루치 신부를 만나 자신의 염려를 털어놓지만 루치가 카르타필루스의 반지를 끼고 있는 걸 발견한다. 루치는 카르타필루스 본인이며, 인류가 심판을 받고 종말이 찾아와야 영원히 지상을 떠도는 저주가 깨지기에 종말이 그대로 일어나게 둘 생각이다.
애비와 아비는 여섯 번째 묵시 징후인 일식이 다음 날로 예정돼있어 다섯 번째 징후인 신의 대의를 따르는 자의 고문 순교가 그 전에 발생할 것이라 추론하고, 애비는 사면이 거부된 지미의 사형 집행이 이에 해당된다는 걸 깨닫는다. 애비는 사형을 막으려고 교도소에 가지만 루치가 나타나 지미를 쏘아 죽이고 애비의 몸에도 총을 맞춘다.
지진과 함께 일식이 일어난 뒤 애비가 출산하는 동시에 아기의 심장이 멎으며 영혼 없는 아이의 탄생이란 일곱 번째 징후 조건이 완수된다. 그러나 애비는 카르타필루스의 질문을 떠올리고 "그를 위해 죽을 것이다"라고 답하며 희생을 통해 구프를 채우고, 애비 몫의 영혼이 아기에게 옮겨가면서 애비는 사망하고 아기가 살아나 종말이 멈춘다.

## 출연진
- 더미 무어 - 애비 퀸 역
- 마이클 빈 - 러셀 퀸 역
- 위르겐 프로흐노 - 하숙인 역
- 피터 프리드먼 - 루치 신부 / 카르타필루스 역
- 매니 제이컵스 - 아비 역
- 존 테일러[1] - 지미 새러고자 역
- 존 허드 - 목사 역
- 리처드 데번 - 추기경 역
- 리 갈링턴

## 기타 제작진
- 배역: 페니 듀폰트
- 미술: 스티븐 마시

## 홈 미디어
이 영화는 1998년 소니 픽처스 홈 엔터테인먼트에 의해 미국에서 DVD로 출시되었다. 스크림 팩토리는 2018년 9월 11일 블루레이로 출시하였다.

## 같이 보기
- 10가지 재앙
- 복수의 화신 닥터 파이브스 (1971)
- 리핑: 10개의 재앙 (2007)